# Mahmoud Ahmadinejad
Mahmoud Ahmadinejad (persiska: محمود احمدی‌نژاد, Mahmūd Ahmadīnežād [mæhmuːd(-e) æhmædiːneʒɒːd] ( lyssna); ursprungligen Sabbaghian), född 28 oktober 1956 i Aradan i Iran, är en iransk islamist som var landets president mellan den 2 augusti 2005 och den 3 augusti 2013. Han var tidigare borgmästare i huvudstaden Teheran (från 2003 till 2005).

## Biografi
Mahmoud Ahmadinejad föddes i Aradan i provinsen Semnan i norra Iran som son till en smed. Sprungen ur fattiga förhållanden blev Ahmadinejad senare fil.dr i trafikplanering. Efter den islamiska revolutionen 1979 anslöt han sig till Islamiska revolutionsgardet och kämpade i kriget mot Irak.
Efter att först ha varit provinsguvernör i Ardabil i nordvästra Iran 1993–1997, blev han Teherans borgmästare år 2003. I presidentvalet år 2005 fick han i den första omgången 19,48 procent av rösterna. Ahmadinejad besegrade den förre presidenten Ali Akbar Hashemi Rafsanjani med 61,69 procent av de 28 miljonerna avgivna röster i det direkta folkvalets andra omgång den 24 juni 2005 (med ett valdeltagande på 59,6 procent). Politiskt tillhör han det nykonservativa Abadgaran, som opponerar sig mot både liberala reformer och den gamla religiösa ledarklassen. Han anses ha fått sitt största stöd i den iranska arbetarklassen och skälet till detta tros vara de ökade klassklyftorna i samhället.[källa behövs]
Som president har han hamnat i konflikt med västvärlden bland annat genom sin pådrivande roll bakom det iranska kärntekniska programmet samt genom sina antiisraeliska uttalanden.
I maj 2006 skrev Ahmadinejad ett öppet brev till USA:s president George W. Bush i vilket han uppmanade denne att omvärdera sin Mellanösternpolitik och skapa fred, inte krig. Han krävde även att USA skulle upphöra med sina militära fientligheter i Irak och Afghanistan. Brevet fick stor internationell uppmärksamhet och har även publicerats i svensk press.
Fredagen den 12 juni 2009 återvaldes Ahmadinejad som Irans president. Det förekom dock anklagelser om valfusk och att vinnaren egentligen skulle vara Mir-Hossein Mousavi, en annan deltagande i Irans presidentval den 12 juni.[källa behövs]